# Cottus bairdii
Cottus bairdii és una espècie de peix pertanyent a la família dels còtids.

## Descripció
- Fa 15 cm de llargària màxima (normalment, en fa 8,4).[2][3][4]

## Reproducció
Fa la posta a la primavera i el mascle s'encarrega de protegir els ous dipositats per diferents femelles.

## Alimentació
Menja larves d'insectes aquàtics, crustacis, anèl·lids, peixos, ous de peixos i matèria vegetal.

## Hàbitat
És un peix d'aigua dolça, demersal i de clima temperat (59°N-34°N).

## Distribució geogràfica
Es troba a Nord-amèrica: el Canadà i els Estats Units.

## Observacions
És inofensiu per als humans.